# Вйоска (Гуровський повіт)
Вйоска (пол. Wioska) — село в Польщі, у гміні Нехлюв Гуровського повіту Нижньосілезького воєводства.
Населення — 159 осіб (2011).
У 1975-1998 роках село належало до Лешненського воєводства.

## Демографія
Демографічна структура станом на 31 березня 2011 року:
|          | Загалом | Допрацездатний вік | Працездатний вік | Постпрацездатний вік |
| -------- | ------- | ------------------ | ---------------- | -------------------- |
| Чоловіки | 78      | 18                 | 55               | 5                    |
| Жінки    | 81      | 20                 | 47               | 14                   |
| Разом    | 159     | 38                 | 102              | 19                   |